# НС-45
НС-45 (сокр. Нудельман-Суранов) — советская авиационная пушка калибра 45-мм, созданная в 1943 году ОКБ-16. Создавалась на базе пушки НС-37. Предназначалась для установки в истребитель Як-9К. Самолеты Як-9К были узнаваемы по профилю носовой части с выступающим из винта дульным тормозом пушки. Была принята на вооружение в соответствии с постановлением ГКО № 3949 от 18 августа 1943 г.
Вес орудия — 152 кг. Темп стрельбы 260—280 выстр/мин. Питание пушки ленточное. Боекомплект пушки составлял 29 снарядов.
К пушке НС-45 использовался штатный осколочно-трассирующий снаряд от 45-мм патрона пушки 19-К весом 1,065 кг. Начальная скорость снаряда 780 м/с. Масса выстрела 1,93 кг.

### История создания
В июле 1943 года Государственный комитет обороны принял решение о вооружении истребителей авиационной пушкой калибра 45 мм. Техническое задание на конкурсной основе было выдано ОКБ-15 Бориса Шпитального и ОКБ-16 Александра Нудельмана. Конструкторы за основу новой пушки взяли уже имеющиеся механизмы своих 37 мм пушек. 
Созданная в ОКБ-15 45 мм пушка Шпитального Ш-45 проходила испытания на истребителе ЛаГГ-3, показала низкую надежность и на вооружение принята не была. 
В конкурсе победу одержала авиационная пушка НС-45, созданная в ОКБ-16 Нудельманом и Сурановым на основе пушки НС-37.

## Модификации
Для нивелирования силы отдачи, достигавшей 7 тонн, была создана модификация НС-45М, ствол которой был снабжен по предложению Суранова мощным дульным тормозом. Это позволяло поглощать до 85 % энергии отдачи при стрельбе. Тем не менее отдача оставалась значительной, что увеличивало риск разрушения самолета. Поэтому была выпущена специальная инструкция, которая запрещала пилотам стрелять очередями более 4 снарядов подряд.